# USS Stark County (LST-1134)
El USS Stark County (LST-1134), inicialmente USS LST-1134, fue un buque de desembarco de tanques de la clase LST-542. Sirvió en la US Navy de 1945 a 1966 y fue transferido a la marina real de Tailandia.

## Construcción y servicio
Construido en Chicago Bridge and Iron Company (Illinois), fue colocada la quilla en 1944 y botado en 1945. Entró al servicio en 1945. Estuvo en el teatro del Pacífico y en la ocupación de Lejano Oriente. Luego volvió a la acción en 1950 durante la guerra de Corea, ganando tres estrellas de batalla. En 1955 recibió su nombre Stark County. Fue transferido a la marina real de Tailandia en 1966 y renombrado HTMS Pangan (LST-13).

## Nombre
Su nombre USS Stark County fue un homenaje a los condados Stark de Dakota del Norte, Illinois y Ohio.